# Pharmstandard
Pharmstandard (russisch Фармстандарт Farmstandart) ist ein russisches Pharmaunternehmen mit Sitz in Dolgoprudny.
Gegründet wurde Pharmstandard im Jahre 2003. Produktionsstätten des Unternehmens befinden sich in Moskau, Ufa, Kursk und Tomsk. Pharmstandard war von 2007 bis 2016 als Aktiengesellschaft an der Londoner Börse, und bis 2017 an der Börse Moskau und im RTS-Index an der Börse Moskau gelistet.

## Wirkstoffe
- Fabomotizol (Afobazol)
- Umifenovir (Arbidol)
- Atorvastatin
- Lactobacillus acidophilus (Azipol)
- Azithromycin
- Diosmektit
- Enalapril
- Fluconazol
- Glimepirid
- Kombinierte Analgetika auf Basis von Paracetamol und Barbituraten (Lentaglin)
- Liponsäure
- Meldonium, seit 1. Januar 2016 von der WADA als Dopingmittel eingestuftes Herz-Kreislaufmittel.
- Meloxicam
- Metformin
- Benfotiamin (Milgamma)
- Nitrospray
- Tiloron